# فرودگاه مواسه بنزاکن رنگیفو
فرودگاه مواسه بنزاکن رنگیفو (به انگلیسی: Moisés Benzaquén Rengifo Airport) (به زبان بومی: Aeropuerto Moisés Benzaquén Rengifo) یک فرودگاه همگانی با کد یاتا YMS است که یک باند فرود آسفالت دارد و طول باند آن ۱٬۸۰۰ متر است. این فرودگاه در کشور پرو قرار دارد و در ارتفاع ۱۷۹ متری از سطح دریا واقع شده‌است.